# Jean Danjou
Pour l’article ayant un titre homophone, voir Jean d'Anjou.
 (avril 2015).
Pour les articles homonymes, voir Danjou.
Jean Danjou, né le 15 avril 1828 à Chalabre (Aude), tué au combat le 30 avril 1863 à Camerone (Mexique), est un officier militaire français du second Empire. 
Il s’illustra notamment en résistant à une armée de plus de 2 000 Mexicains lors de la bataille de Camerone, le 30 avril 1863. Il commandait alors la 3e compagnie du régiment étranger et disposait de 62 hommes seulement.

## Biographie

### Jeunesse et formation
Jean Danjou est né le 15 avril 1828, à Chalabre, de Marguerite et Jean Balussou. Il est le quatrième d'une fratrie de huit garçons. Après des études sommaires à l’école primaire de Mirepoix, puis de Carcassonne, il travaille dès l’âge de quinze ans dans la fabrique de bonneterie de son père.
Sa vocation militaire est provoquée par la visite en grand uniforme d’un ancien ouvrier de la fabrique familiale, le sous-lieutenant Canut. En 1847, il entre à l'école de Saint-Cyr.

### Carrière et distinctions
Promu sous-lieutenant, Jean Danjou est affecté au 51e de Ligne. En 1852, il est versé au 2e régiment étranger.  
Le 1er mai 1853, au cours d'une expédition topographique en Algérie, il perd la main gauche à la suite de l’explosion de son fusil. Il la remplace par une prothèse fonctionnelle, articulée, en bois, dont il se sert comme d’une vraie. 
Promu lieutenant le 23 décembre 1853, puis capitaine le 9 juin 1855 à titre exceptionnel au siège de Sébastopol en 1854, il devient capitaine adjudant major le 18 septembre 1855. Mis en non-activité lors du « dégagement des  cadres », le 16 avril 1856, il reçoit la croix de chevalier de la Légion d’honneur . Rappelé au service le 26 mai 1856, il est affecté au 26e régiment d'infanterie, avant d'être de nouveau nommé au 2e régiment étranger en 1857. En 1859 pendant la campagne d'Italie, il participe aux batailles de Magenta et de Solférino.
Embarqué le 9 février 1863 à Mers-el-Kebir sur le Wagram (en)   avec sa compagnie, il débarque à Veracruz le 25 mars.

#### Campagnes
- Algérie, Kabylie.
- Crimée (Sébastopol).
- Italie (batailles  de Magenta et de Solférino).
- Maroc.
- Expédition du Mexique (1861-1867).

#### La bataille de Camerone
Lors de l'expédition du Mexique (1861-1867), il est tué le 30 avril 1863 à Camerone, au cours d'une bataille restée mythique, durant laquelle 62 légionnaires (dont il avait pris ce jour-là le commandement) firent face à environ 2 000 soldats de l'armée mexicaine.
Le capitaine Danjou et ses hommes se sont retranchés dans une hacienda (ferme) délabrée. Malgré la démonstration de force numérique des Mexicains, le capitaine Danjou refuse de se rendre. Les cavaliers mexicains, démontés, lancent alors une première attaque maladroite qui les contraint à battre en retraite après avoir subis de lourdes pertes. Affrontant une situation quasiment désespérée, Danjou jure de ne jamais se rendre et demande à ses hommes de faire de même. Il est mortellement frappé d’une balle en pleine poitrine en traversant la cour afin d'inspecter ses positions.
Les hommes du capitaine Danjou, fidèles à la promesse faite à leur chef, déclinent une nouvelle proposition de reddition en dépit des tentatives d'intimidation du colonel Milan : les Mexicains font comprendre aux légionnaires qu'ils ne feront pas de quartier, s'ils s'obstinent à leur résister.
À la fin de la journée, 40 légionnaires sont morts et 22 faits prisonniers. Presque tous sont blessés, et les deux tiers d'entre eux succombent à leurs blessures au cours de leur captivité. De leur côté, les Mexicains déplorent plus de 500 tués et blessés.
Les trois derniers légionnaires valides acceptent de se rendre, à condition qu'ils puissent conserver leurs armes et que leurs blessés soient soignés. Acceptant les conditions de cette poignée de braves dont le courage l'impressionne, un officier mexicain francophone Ramon Laisné leur répond  : « On ne refuse rien à des hommes comme vous ! »

## La main du capitaine Danjou

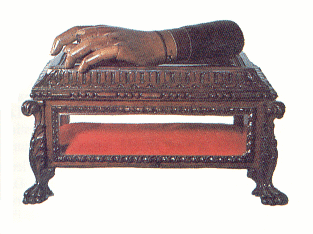
Main en bois du capitaine Danjou, Aubagne, musée de la Légion étrangère.

Après le combat, la colonne de secours du colonel Jeanningros ne retrouve que des corps dépouillés. Après de minutieuses recherches, la prothèse du capitaine d'Anjou est finalement retrouvée en juillet 1865 par le lieutenant autrichien Karl Grübert chez le propriétaire français d'un ranch aux environs de Tesuitlan, à 100 km du lieu du combat. Celui-ci la tenait d'un guérillero ayant participé au combat. Le lieutenant Grübert la lui rachète pour 50 piastres. Selon une autre source, la main du capitaine Danjou est retrouvée lors de l'arrestation du général Ramirez, qui la détenait.
Elle est ensuite rapportée à Sidi-Bel-Abbès en 1865 par le colonel Guilhem. Depuis, cette relique est conservée dans la crypte du musée de la Légion étrangère à Aubagne. Elle est présentée tous les ans lors de la cérémonie de Camerone au quartier général de la Légion, portée par celui choisi par ses pairs (ce n'est pas nécessairement un officier), encadré par deux ou parfois trois accompagnateurs,.
Le 30 avril 2013, lors de la célébration du 150e anniversaire du combat de Camerone à Aubagne, en présence du ministre de la Défense Jean-Yves Le Drian, le général Michel Guignon, ancien du 1er RE en Algérie et ancien gouverneur militaire de Paris, a l'honneur de porter la main du capitaine Danjou.

## Postérité
D'une union libre à Sidi-Bel-Abbés en 1860, il a une fille née en 1861 et reconnue en 1863 . Mariée en 1893 à Brie-Comte-Robert, elle meurt en 1947 sans descendance.

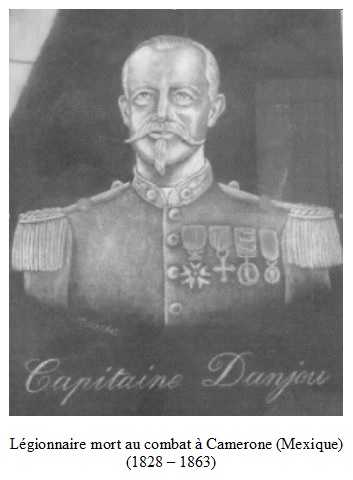
Le Capitaine Danjou, plaque gravée, Chalabre, maison natale de Jean Danjou.

Un tableau représentant son portrait, œuvre du sergent Sméou d’après photographie, est conservé à Aubagne au musée de la Légion étrangère. 

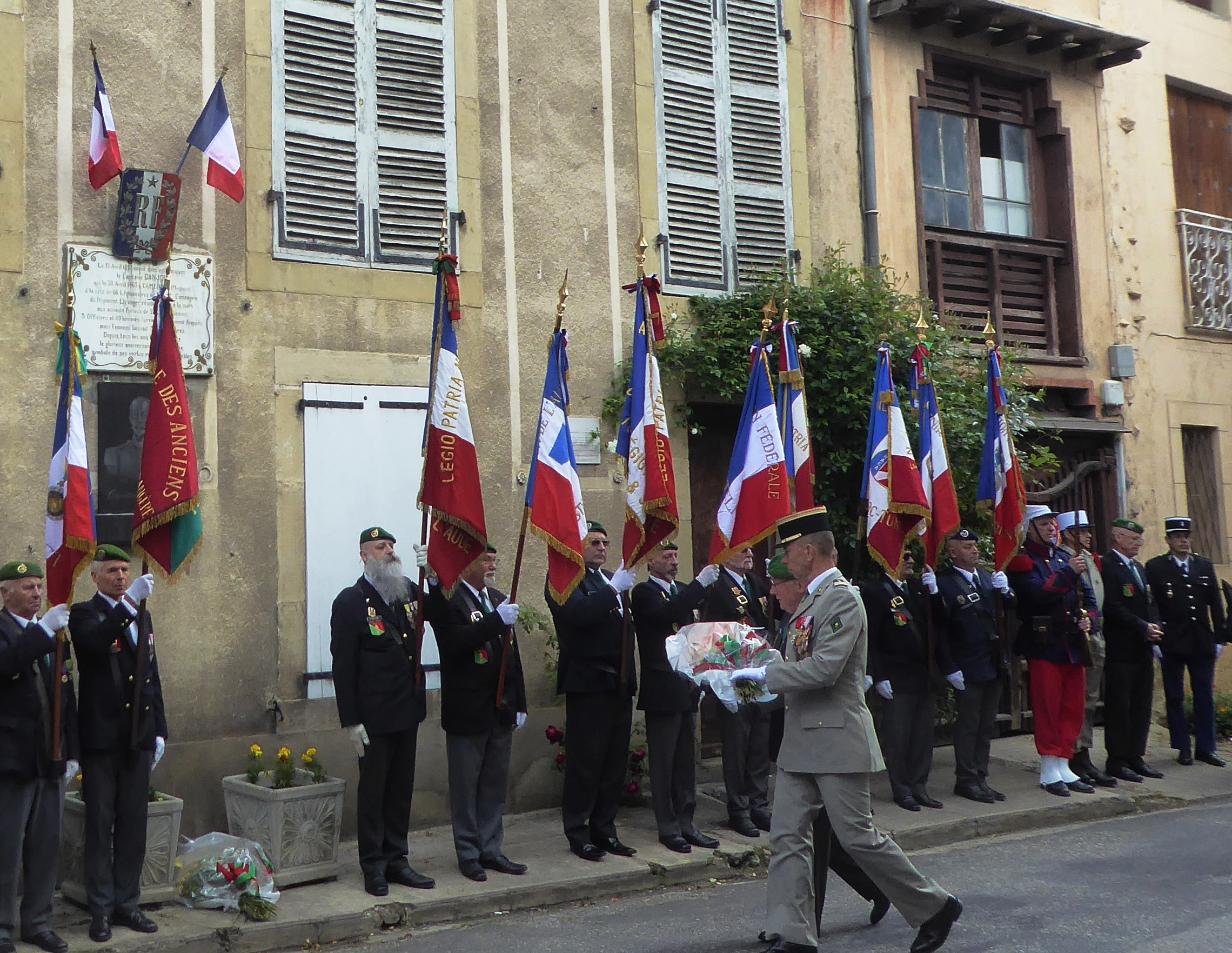
Cérémonie du 30 avril 2019 commémorant la bataille de Camerone. Le colonel commandant le régiment de Légion Étrangère de Castelnaudary dépose une gerbe devant la maison natale du Capitaine Danjou à Chalabre. Photo Philippe Vidal

Une stèle est érigée en sa mémoire à Castelnau-le-Lez, près de Montpellier, et une plaque commémorative gravé sur granit d'après un buste en bronze conservé au musée de la Légion étrangère à Aubagne, orne la façade de sa maison natale située dans la rue qui porte son nom à Chalabre (Aude). Tous les ans, au plus près du 30 avril, date anniversaire de la bataille de Camerone, une gerbe est déposée par le colonel commandant le régiment de Légion de Castelnaudary devant la maison natale de Jean Danjou à Chalabre. Cette cérémonie est précédée par une messe à l'église Saint-Pierre et par le défilé d'une escouade de légionnaires accompagnés par les anciens combattants.
Le Domaine capitaine Danjou à Puyloubier dans les Bouches-du-Rhône est le siège de l’institution des invalides de la Légion étrangère et de l’amicale des anciens de la Légion étrangère du pays d'Aix et de la Sainte-Baume. Ce domaine abrite un vignoble appartenant à la Légion Étrangère dont la production est vendue au bénéfice de l'Entraide Légion Étrangère.
Le château abrite le musée de l'uniforme légionnaire, annexe du musée de la Légion étrangère d'Aubagne, ainsi qu’une boutique ouverte au public et proposant à la vente les réalisations des ateliers.
Un quartier capitaine Danjou abrite le 4e régiment étranger, à Castelnaudary dans l’Aude, réalisé en trois tranches successives : la première voit la réalisation des bâtiments des compagnies d'engagés volontaires, du PC, du stand de tir couvert, de l'ensemble alimentation - loisirs et du poste de sécurité ; la seconde tranche des travaux permet la réalisation de toutes les installations techniques et le reliquat de l'infrastructure destinée à l'instruction spécialisée ; la troisième tranche, qui sort de terre à partir de 1988, comporte entre autres le cercle-mess, l'infirmerie, les bâtiments destinés à héberger la compagnie d'instruction des cadres (CIC) et la CIS. La piscine est inaugurée en 1997. Doté également d'un vaste complexe d'instruction à la conduite, le quartier se place parmi les centres d'instruction les plus modernes et les plus performants d'Europe.
Une promotion « capitaine Danjou » respectivement d’élèves officiers (1971-1973) et d'élèves officiers de réserve (1971) est baptisée ainsi à l’École spéciale militaire de Saint-Cyr. L’école est commandée successivement par les généraux Jean Richard et Jacques de Barry à ce moment-là.